# Communauté de communes autour du Couchois
La communauté de communes autour du Couchois est une communauté de communes française, située dans le département de Saône-et-Loire en région Bourgogne.

## Historique
La communauté de communes a été créée par arrêté préfectoral le 20 décembre 2001.
La commune de Saint-Sernin-du-Bois a quitté la communauté de communes autour du Couchois pour rejoindre la communauté urbaine Creusot-Montceau le 1er janvier 2008.
Le 1er janvier 2014, elle fusionne avec la communauté de communes entre Monts et Dheune pour former la communauté de communes Des Monts et des Vignes.

## Composition
Cet ÉPCI est composé des communes suivantes :
| Nom                       | Code Insee | Gentilé          | Superficie (km2) | Population (dernière pop. légale) | Densité (hab./km2) |
| ------------------------- | ---------- | ---------------- | ---------------- | --------------------------------- | ------------------ |
| Couches (siège)           | 71149      | Couchois         | 19,52            | 1 435 (2014)                      | 74                 |
| Dracy-lès-Couches         | 71183      | Dracéens         | 8,27             | 153 (2014)                        | 19                 |
| Essertenne                | 71191      | Essertennois     | 12,82            | 460 (2014)                        | 36                 |
| Perreuil                  | 71347      | Perreuillois     | 9,16             | 536 (2014)                        | 59                 |
| Saint-Émiland             | 71409      |                  | 23,90            | 342 (2014)                        | 14                 |
| Saint-Firmin              | 71413      |                  | 15,77            | 853 (2014)                        | 54                 |
| Saint-Gervais-sur-Couches | 71424      |                  | 20,47            | 204 (2014)                        | 10                 |
| Saint-Jean-de-Trézy       | 71431      | Trézijeannois    | 11,10            | 348 (2014)                        | 31                 |
| Saint-Maurice-lès-Couches | 71464      | Couchimauriciens | 4,69             | 180 (2014)                        | 38                 |
| Saint-Pierre-de-Varennes  | 71468      | Varennois        | 23,08            | 837 (2014)                        | 36                 |

## Administration
Le siège de la communauté de communes est situé à Couches.

### Conseil communautaire
L'intercommunalité est gérée par un conseil communautaire composé de 24 délégués issus de chacune des communes membres.
Les délégués sont répartis comme suit :
| Nombre de délégués | Communes |
| ------------------ | --- |
| 4                  | Couches |
| 3                  | Saint-Firmin, Saint-Pierre-de-Varennes                                                                                            |
| 2                  | Dracy-lès-Couches, Essertenne, Perreuil, Saint-Émiland, Saint-Gervais-sur-Couches, Saint-Jean-de-Trézy, Saint-Maurice-lès-Couches |

### Présidence
Le président actuel est Jean Simonin.
| Période                                  | Période  | Identité     | Étiquette | Qualité                 |
| ---------------------------------------- | -------- | ------------ | --------- | ----------------------- |
| Les données manquantes sont à compléter. |          |              |           |                         |
| [Quand ?]                                | En cours | Jean Simonin |           | Maire de Saint-Émiland. |

### Sources
- Le SPLAF (Site sur la Population et les Limites Administratives de la France)
- La base ASPIC